# سمير عباسوف
سمير عباسوف (بالأذرية: Samir Abbasov)‏ هو لاعب كرة قدم أذربيجاني في مركز الدفاع، ولد في 1 فبراير 1978 في سومقاييت في أذربيجان. شارك مع منتخب أذربيجان لكرة القدم. أما مع النوادي، فقد لعب مع نادي سومقاييت ونادي قره باغ ونادي كشله ونادي نيفتشي باكو.

## وصلات خارجية
- سمير عباسوف على موقع الاتحاد الدولي (مؤرشف)  (الإنجليزية)
- سمير عباسوف على موقع قاعدة بيانات كرة القدم.إي يو (الإنجليزية)
- سمير عباسوف على موقع ناشيونال فوتبول تيمز (الإنجليزية)
- سمير عباسوف على موقع Soccerway.com (الإنجليزية)